# Вранеш, Славко
Славко Вранеш (черног. Slavko Vraneš; род. 30 января 1983 года, в Плевле, СФРЮ) — черногорский баскетболист, центровой. Был выбран на драфте НБА 2003 года командой «Нью-Йорк Никс» под 39-м номером. С ростом 230 см, который оспаривают многие специалисты, занимает третье место в списке самых высоких баскетболистов в истории НБА. Также являлся одним из самых высоких баскетболистов в мире.

## Карьера

### Клубная
Баскетбольную карьеру Вранеш начинал в сербском «ФМП Железник» в 1997 году. Будучи юниором, перешёл в турецкую команду «Тофаш», где выступал в сезоне 2000-01 годов. Затем выступал за ещё одну турецкую команду — «Эфес Пилсен». Из-за невозможности адаптироваться в 2002 году вернулся в Черногорию, где отыграл три сезона за «Будучност».
Выставил свою кандидатуру на драфт НБА 2003 года и под общим 39-м номером был выбран клубом «Нью-Йорк Никс». В декабре 2003 года был отчислен из «Никс». В начале января 2004 года подписал 10-дневный контракт с другой командой НБА, «Портленд Трэйл Блэйзерс», однако в сезоне, как и в НБА, принял участие всего в одном матче.
После этого некоторое время провёл в белградской «Црвене звезде». В 2004—2007 годах вновь выступал за «Будучност». В октябре 2007 года подписал трёхлетний контракт с белградским «Партизаном».
Сезон 2010-11 годов провёл в казанском УНИКСе. В октябре 2011 года подписал контракт с иранской командой «Петрохими Бандар Имам». С 2013 года выступал за сербский «Металац».

### Международная
Являлся игроком национальной сборной Черногории.

## Статистика

### Статистика в НБА
| Сезон                                                                                    | Команда  | Регулярный сезон | Регулярный сезон | Регулярный сезон | Регулярный сезон | Регулярный сезон | Регулярный сезон | Регулярный сезон | Регулярный сезон | Регулярный сезон | Регулярный сезон | Регулярный сезон | Серия плей-офф | Серия плей-офф | Серия плей-офф | Серия плей-офф | Серия плей-офф | Серия плей-офф | Серия плей-офф | Серия плей-офф | Серия плей-офф | Серия плей-офф | Серия плей-офф |
| Сезон                                                                                    | Команда  | GP               | GS               | MPG              | FG%              | 3P%              | FT%              | RPG              | APG              | SPG              | BPG              | PPG              | GP             | GS             | MPG            | FG%            | 3P%            | FT%            | RPG            | APG            | SPG            | BPG            | PPG            |
| ---------------------------------------------------------------------------------------- | -------- | ---------------- | ---------------- | ---------------- | ---------------- | ---------------- | ---------------- | ---------------- | ---------------- | ---------------- | ---------------- | ---------------- | -------------- | -------------- | -------------- | -------------- | -------------- | -------------- | -------------- | -------------- | -------------- | -------------- | -------------- |
| 2003/04                                                                                  | Портленд | 1                | 0                | 3,0              | 0,0              | -                | -                | 0,0              | 0,0              | 0,0              | 0,0              | 0,0              | Не участвовал  | Не участвовал  | Не участвовал  | Не участвовал  | Не участвовал  | Не участвовал  | Не участвовал  | Не участвовал  | Не участвовал  | Не участвовал  | Не участвовал  |
|                                                                                          | Всего    | 1                | 0                | 3,0              | 0,0              | -                | -                | 0,0              | 0,0              | 0,0              | 0,0              | 0,0              | Не участвовал  | Не участвовал  | Не участвовал  | Не участвовал  | Не участвовал  | Не участвовал  | Не участвовал  | Не участвовал  | Не участвовал  | Не участвовал  | Не участвовал  |
| Наведите курсор мыши на аббревиатуры в заголовке таблицы, чтобы прочесть их расшифровку. |          |                  |                  |                  |                  |                  |                  |                  |                  |                  |                  |                  |                |                |                |                |                |                |                |                |                |                |                |

### Статистика в других лигах
| Сезон                                                                                   | Команда   | Лига               | GP | GS | MPG  | FG%  | 3P% | FT%  | RPG | APG | SPG | BPG | PPG  |  |
| 2012/13                                                                                 | Металац   | Чемпионат Сербии   | 14 | 14 | 21,6 | 57,9 | 0,0 | 50,0 | 4,9 | 0,5 | 0,4 | 2,5 | 10,5 |  |
| 2014/15                                                                                 | Все клубы | Все лиги           | 5  | 4  | 7,6  | 47,1 | 0,0 | 60,0 | 1,8 | 0,0 | 0,2 | 2,0 | 3,8  |  |
| 2014/15                                                                                 | Металац   | Адриатическая Лига | 3  | 3  | 8,3  | 53,8 | 0,0 | 66,7 | 2,0 | 0,0 | 0,3 | 1,3 | 5,3  |  |
| 2014/15                                                                                 | Металац   | Чемпионат Сербии   | 2  | 1  | 6,5  | 25,0 | 0,0 | 50,0 | 1,5 | 0,0 | 0,0 | 3,0 | 1,5  |  |
|                                                                                         |           | Всего              | 19 | 18 | 17,9 | 56,5 | 0,0 | 51,0 | 4,1 | 0,4 | 0,3 | 2,4 | 8,7  |  |
| Наведите курсор мыши на аббревиатуры в заголовке таблицы, чтобы прочесть их расшифровку |           |                    |    |    |      |      |     |      |     |     |     |     |      |  |